# 브래몰 레인
브래몰 레인(Bramall Lane)은 잉글랜드 사우스요크셔주 셰필드에 위치한, 셰필드 유나이티드 FC의 홈 경기장이다.